# Біляївське родовище каоліну
Біляївське родовище каоліну — родовище первинних нормальних і лужних каолінів.

## Опис
Знаходиться у 2,5 км північніше м. Вільнянськ (Запорізька область). Найближчі села — Біляївка та Зелене. Площа родовища 12 км2. Родовище належить до північного крила Вільнянської антикліналі Мокро-московського гранітного масиву й пов'язане з продуктами гіпергенезу кристалічних порід докембрію.
Пласт каоліну складної форми й формується зі Східного, Центрального та Західного покладів, найбільш розвіданим із яких є Східний. Каоліни представлені світло-сірою, білою, щільною породами (потужність від 1,5 до 51 м). Запаси каоліну сягають 149,13 тис. т, зокрема Східний поклад — 85,1 тис. т (нормальні — 56,8 тис. т, лужні — 28,3 тис. т), Центральний — 24,4 тис. т (нормальні — 17,2 тис. т, лужні — 7,2 тис. т), Західний — 39,7 тис. т (нормальні — 19,4 тис. т, лужні — 20,3 тис. т).
Вміст каолінів високих марок становить 58 %. Біляївські каоліни складаються переважно з каолініту (40–70 %), кварцу (25–30 %), незначної кількості мікрокліну, галуазиту, альбіту, гідрослюд.

## Розробка родовища
Станом на серпень 2021 р. родовище не розробляється.
Міжнародна компанія AKW Apparate + Verfahren GmbH розробила проект будівництва гірничо-збагачувального комбінату по видобуванню і первинній переробці колінінів Біляївського родовища. Проектом передбачено побудова кар'єру для видобування каоліну відкритим способом і збагачувальної фабрики, де планується використати гравітаційні методи збагачення і замкнену систему водопостачання.
Утворена компанія «Біляївський збагачувальний комбінат», яка уклала угоду з коипанією AKW Apparate + Verfahren GmbH про будівництво гірничо-збагачувального комбінату «під ключ».
Мінекології підтвердило законність та безпечність видобутку Біляївського родовища каолінів на Запоріжжі, хоча це тривалий час заперечував народний депутат України Вадим Кривохатько